# Dirk Schouten

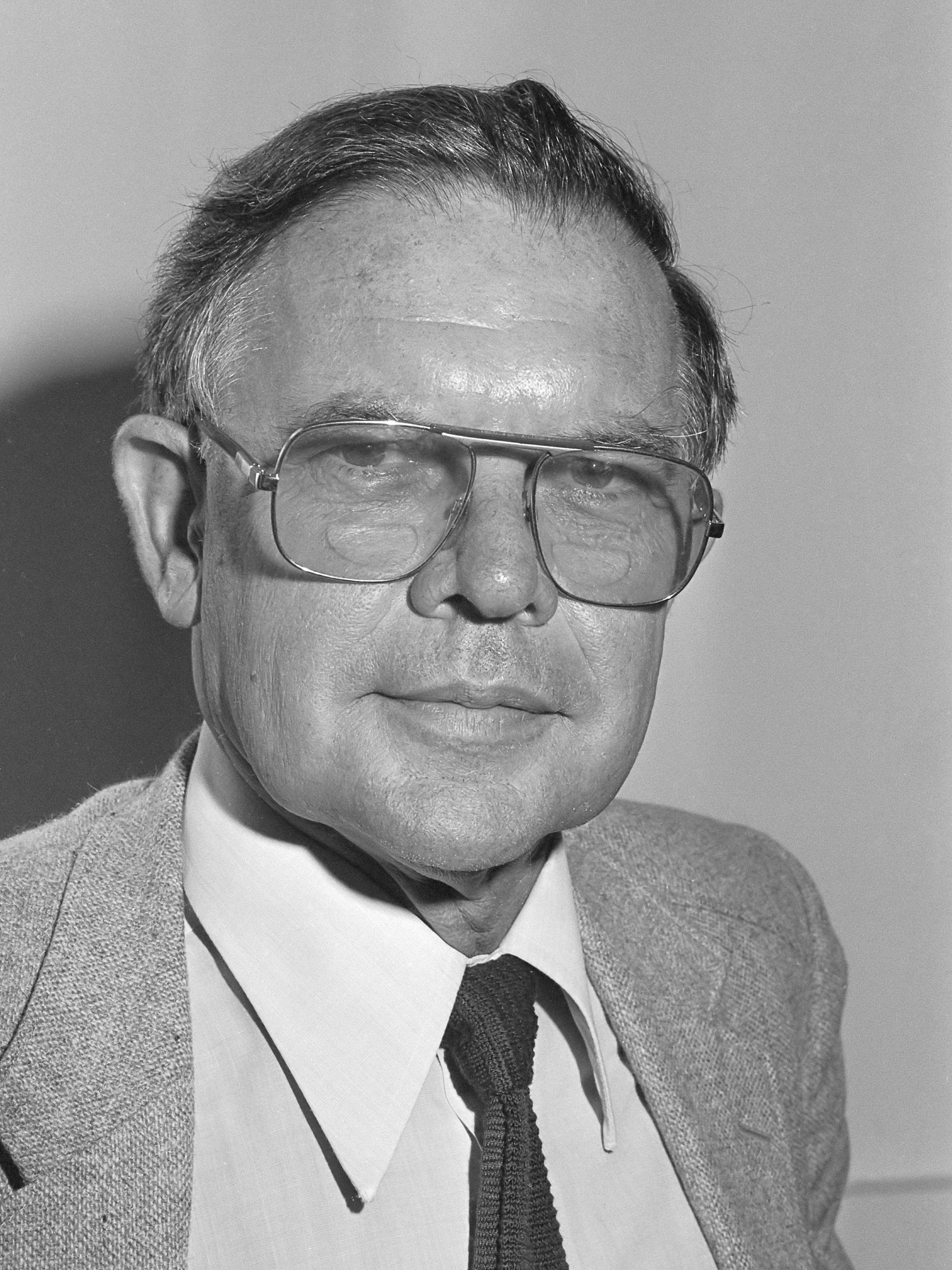
Prof. D.B.J. Schouten (1982)

Dirk Bernard Joseph (Dirk, of: Dick, ook: Débéjé) Schouten (Frankfurt am Main, 25 januari 1923 − Oisterwijk, 3 februari 2018) was een Nederlands econoom.

## Biografie
Schouten studeerde in 1946 af in de economie in Tilburg. Hij promoveerde daar in 1950 cum laude op De overheidsfinanciën in de volkshuishouding. Hij was in de jaren 1947 tot 1950 werkzaam bij het Centraal Plan Bureau. In het laatste jaar werd hij aangesteld als lector aan zijn alma mater en hield in 1951 zijn openbare les: De relativiteit van de economische theorie. In 1954 volgde hij daar Martinus Cobbenhagen op als hoogleraar Algemene leer en geschiedenis van de economie. In het academiejaar 1960-1961 was hij rector magnificus van de Tilburgse universiteit. Hij was een groot pleitbezorger van de macro-economie in Nederland, ook als uitgangspunt in de politiek. Vanaf begin jaren 1960 was hij Kroonlid van de Sociaal-Economische Raad, hetgeen hij meer dan dertig jaar zou blijven waarmee hij het langst zittende SER-lid is ooit; hij was daarin voorzitter van de Commissie Economische Deskundigen. Hij werkte ook mee aan pre-adviezen van de Vereniging voor de Staathuishoudkunde. Bij zijn 25-jarige ambtsjubileum als hoogleraar in 1979 werd hem een bundel aangeboden. In 1982 bracht hij een beleidsadvies uit wat aangeduid werd als het 'Plan Schouten' (ook 'zelfrijzend bakmeel' en 'Hollands Glorie-Plan'), waarin hij pleitte voor loonmatiging, belastingverlaging en een ruim monetair beleid. Hij publiceerde vele artikelen, werkte mee aan bundels en aan Landdagen voor economen. Hij schreef ook over de ideeën van zijn collega prof. dr. Jan Tinbergen. Op 5 februari 1988 ging hij met emeritaat en sprak daarbij de rede De macro-econoom als homo ludens uit. In 1992 werd hem ter gelegenheid van zijn afscheid van de SER ook een bundel aangeboden.
In 1975 werd Schouten lid van de Koninklijke Nederlandse Akademie van Wetenschappen, in 1987 ontving hij de Piersonpenning en in 1988 werd hij bij zijn afscheid als hoogleraar (bij bevordering) benoemd tot Commandeur in de Orde van Oranje-Nassau.
Prof. dr. D.B.J. Schouten overleed begin 2018 op net 95-jarige leeftijd.